# إيال بيركوفيش
إيال بيركوفيش (2 أبريل 1972 بنهاريا في إسرائيل - ) (بالعبرية: אייל ברקוביץ'‏) هو مدرب كرة قدم ولاعب كرة قدم إسرائيلي في مركز الوسط. شارك مع منتخب إسرائيل تحت 18 سنة لكرة القدم ‏ ومنتخب إسرائيل تحت 21 سنة لكرة القدم ومنتخب إسرائيل لكرة القدم. أما مع النوادي، فقد لعب مع بلاكبيرن روفرز ومانشستر سيتي ومكابي حيفا ونادي بورتسموث ونادي ساوثهامبتون ونادي سلتيك ونادي مكابي تل أبيب ووست هام يونايتد.

## مسيرته الكروية
لعب إيال بيركوفيش خلال مسيرته الاحترافية مع 8 أندية في تسعة عشر موسمًا وسجل خلالها 71 هدفًا ضمن 429 مباراة. حيث فاز في أربعة مواسم بالكأس وفي ثلاثة مواسم بالدوري.
خاض إيال بيركوفيش مسيرته مع نادي مكابي حيفا في موسم 1989–90 ليلعب معه سبعة مواسم، مشاركًا في 189 مباراة سجل خلالها 35 هدفًا. ثم انتقل إلى نادي ساوثهامبتون في موسم 1996–97 لمدة موسم واحد، حيث شارك في 28 مباراة سجل خلالها 4 أهداف. لينتقل بعدها إلى نادي وست هام يونايتد في موسم 1997–98 ولمدة موسمين، مشاركًا في 65 مباراة سجل خلالها 10 أهداف. ثم انتقل إلى نادي سلتيك في موسم 1999–00 ولمدة موسمين، مشاركًا في 33 مباراة سجل خلالها 9 أهداف. هذا وانتقل لاحقًا إلى نادي بلاكبيرن روفرز في موسم 2000–01 لمدة موسم واحد، مشاركًا في 11 مباراة سجل خلالها هدفين. ثم انتقل بعدها إلى نادي مانشستر سيتي في موسم 2001–02 واستمر معه طيلة ثلاثة مواسم، مشاركًا في 56 مباراة سجل خلالها 7 أهداف. ليعود وينتقل من جديد، لكن هذه المرة إلى نادي بورتسموث في موسم 2003–04 ولمدة موسمين، مشاركًا في 22 مباراة سجل خلالها هدفين. لينتقل بعدها إلى نادي مكابي تل أبيب في موسم 2005–06 لمدة موسم واحد، مشاركًا في 25 مباراة سجل خلالها هدفين أيضًا.

## وصلات خارجية
- إيال بيركوفيش على موقع الاتحاد الدولي (مؤرشف)  (الإنجليزية)
- إيال بيركوفيش على موقع الاتحاد الأوربي (الإنجليزية)
- إيال بيركوفيش على موقع قاعدة بيانات كرة القدم.إي يو (الإنجليزية)
- إيال بيركوفيش على موقع ناشيونال فوتبول تيمز (الإنجليزية)
- إيال بيركوفيش على موقع Soccerbase.com (لاعب) (الإنجليزية)
- إيال بيركوفيش على موقع Soccerway.com (الإنجليزية)
- إيال بيركوفيش على موقع عالم كرة القدم.نت (الإنجليزية)